# Pandanus niueensis
Pandanus niueensis är en enhjärtbladig växtart som beskrevs av Harold St.John. Pandanus niueensis ingår i släktet Pandanus och familjen Pandanaceae.
Artens utbredningsområde är Niue. Inga underarter finns listade.